# Maria Cândido
Maria de Lourdes Cândido (Juazeiro do Norte, 11 de fevereiro de 1939) é uma artesã brasileira.
Começou a produzir peças de barro para criar brinquedos para seus 11 filhos, ainda na década de 1970. Passou a vender as suas peças no Mercado Central da sua cidade, onde conheceu o trabalho de outros artesãos cearenses. Começou então a desenvolver o seu estilo, trabalhando com placas de tabatinga policromada, dando atenção aos detalhes. 
Foi bem sucedida apesar dos problemas que enfrentou, como a falta de uma educação formal e a dificuldade de transportar as peças da zona rural de Juazeiro, onde vivia, até o centro da cidade, para onde só foi se mudar em 1997. Expôs os seus anjos e figuras fantásticas, além de personagens do cotidiano, em galerias na França, Alemanha, Holanda, Estados Unidos, México e Portugal. Ensinou sua técnica aos filhos, netos, noras e genros, além de crianças e jovens em escolas.
Em 2004, recebeu o título de Tesouro Vivo da Cultura Tradicional Popular do Ceará. Foi condecorada em 2013 com a Ordem do Mérito Cultural do Ministério da Cultura.